# Thailocyba meigengia
Thailocyba meigengia är en insektsart som beskrevs av Huang, Zhang och Fang 2003. Thailocyba meigengia ingår i släktet Thailocyba och familjen dvärgstritar. Inga underarter finns listade i Catalogue of Life.